# Stop and Smell the Roses
Albums de Ringo Starr
Bad Boy
(1978) Old Wave
(1983)
Stop and Smell the Roses est le huitième album solo de Ringo Starr. Sorti en octobre 1981, il fait suite aux doubles échecs commerciaux de Ringo the 4th (1977) et Bad Boy (1978). L'album comprend le single Wrack My Brain, écrit et produit par George Harrison, qui ne réussit pas à trouver le succès. Il comprend également des contributions de Paul McCartney, Harry Nilsson, Ronnie Wood et Stephen Stills. John Lennon devait à l'origine participer à l'enregistrement, ayant offert au batteur les chansons Life Begins at 40 et Nobody Told Me, mais il est assassiné à New York le 8 décembre 1980, un mois avant le début des séances.
Bien qu'il s'agisse de son plus grand succès depuis plusieurs années, l'album n'atteint que la 98ème place des charts américains. Le 22 août 1994, il est réédité en CD avec des chansons bonus.

## Liste des chansons
| No  | Titre                                     | Auteur                                          | Producteur(s) | Durée |
| --- | ----------------------------------------- | ----------------------------------------------- | ------------- | ----- |
| 1.  | Private Property                          | Paul McCartney                                  | McCartney     | 2:44  |
| 2.  | Wrack My Brain                            | George Harrison                                 | Harrison      | 2:21  |
| 3.  | Drumming is My Madness                    | Harry Nilsson                                   | Nilsson       | 3:29  |
| 4.  | Attention                                 | McCartney                                       | McCartney     | 3:20  |
| 5.  | Stop and Take the Time to Smell the Roses | Richard Starkey, Nilsson                        | Nilsson       | 3:08  |
| 6.  | Dead Giveaway                             | Starkey, Ronnie Wood                            | Starkey, Wood | 4:28  |
| 7.  | You Belong to Me                          | Pee Wee King, Redd Stewart, Chilton Price       | Harrison      | 2:09  |
| 8.  | Sure to Fall                              | Carl Perkins, Quinton Claunch, William Cantrell | McCartney     | 3:42  |
| 9.  | You've Got a Nice Way                     | Stephen Stills, Michael Stergis                 | Stills        | 3:33  |
| 10. | Back Off Boogaloo                         | Starkey                                         | Nilsson       | 3:16  |

| 1. | Wake Up                                                            | Starkey                                 | Stills        | 3:45 |
| 2. | Red and Black Blues                                                | Lane Tietgen                            | Stills        | 3:20 |
| 3. | Brandy                                                             | Joseph B. Jefferson, Charles B. Simmons | Starkey, Wood | 4:08 |
| 4. | Stop and Take the Time to Smell the Roses (Original vocal version) | Starkey, Nilsson                        | Nilsson       | 3:09 |
| 5. | You Can't Fight Lightning                                          | Starkey                                 | McCartney     | 5:41 |
| 6. | Hand Gun Promos                                                    | Starkey                                 | McCartney     | 2:02 |

## Fiche de production

### Interprètes
- Ringo Starr : chant, batterie, percussions
- George Harrison : guitare acoustique, chœurs (Wrack My Brain, You Belong to Me)
- Ronnie Wood : guitare, basse acoustique, saxophone, claviers, chœurs (Dead Giveaway)
- Ray Cooper : guitare, synthétiseur, tambourin, percussions
- Dennis Budimir : guitare
- Laurence Juber : guitare (Private Property, Attention, Sure to Fall)
- Stephen Stills : guitare solo, chœurs (You've Got a Nice Way)
- Michael Sturgis : guitare (You've Got a Nice Way)
- Lloyd Green : guitare pedal steel (Private Property, Attention, Sure to Fall)
- Paul McCartney : basse, piano, percussions, chœurs (Private Property, Attention, Sure to Fall)
- Linda McCartney : chœurs (Private Property, Attention, Sure to Fall)
- Herbie Flowers : basse, tuba (Wrack My Brain, You Belong to Me)
- Wilton Felder : basse (Dead Giveaway)
- Harley Thompson : basse (You've Got a Nice Way)
- Keith Richards : chœurs
- Harry Nilsson : chœurs (Back Off Boogaloo)
- Howie Casey : saxophone (Private Property, Attention, Sure to Fall)
- Al Kooper : piano, guitare (Wrack My Brain, You Belong to Me)
- Joe Sample : piano (Dead Giveaway)
- Greg Mathison : piano (Dead Giveaway)
- Mike Finnigan : piano, orgue (You've Got a Nice Way)
- Jane Getz, Mike Finnigan, Greg Mathieson, Joe Sample : claviers
- Jim Keltner : batterie
- Joe lala : percussions

## Production
- Paul McCartney, George Harrison, Harry Nilsson, Ron Wood, Stephen Stills, Ringo Starr : production
- Alan Pariser, Rick Riccio : ingénieurs
- Brian Gardner : master
- Aaron Rapoport : photographie
- Kosh : artwork